# Abderrahim Bouabid
Pour les articles homonymes, voir Bouabid.
 (novembre 2022).
Si vous disposez d'ouvrages ou d'articles de référence ou si vous connaissez des sites web de qualité traitant du thème abordé ici, merci de compléter l'article en donnant les références utiles à sa vérifiabilité et en les liant à la section « Notes et références ».
Abderrahim Bouabid, né le 23 mars 1922 à Salé et mort le 8 janvier 1992, est un militant, avocat et homme politique marocain.

## Formation
Abderrahim Bouabid est né le 23 mars 1922 à Salé, neuf mois après la bataille d'Anoual. Il a été à l'école primaire à Salé à partir de 1928, et y a obtenu son certificat d'études primaires en 1932. Il a alors fréquenté le collège Moulay Youssef de Rabat, et y a découvert le mouvement national, avec la création du Parti d'action nationale en 1934. Il obtient le certificat d'études secondaires en 1938. Lors d'une réception offerte par le Résident général, le Général Noguès, en l’honneur des élèves les plus brillants, il rencontre Mehdi Ben Barka qui avait obtenu la même année le certificat de la première partie du baccalauréat et qui était lui aussi élève à Moulay Youssef.
En 1939, il devient instituteur à Fès tout en préparant les deux parties du baccalauréat (section philosophique). Il s'engage également dans les cellules nationalistes. Il revient à Salé en 1942, et après avoir été emprisonné, comme d'autres leaders de l'Istiqlal, est finalement libéré en 1945. Il rencontre Mohamed V. Abderrahim Bouabid s’inscrit alors à l’Institut d’études politiques de Paris après avoir obtenu une licence en droit. Il déploie une grande activité pour élargir l’implantation du Parti de l’Istiqlal et des idéaux nationalistes au sein de l’émigration ouvrière et estudiantine marocaine, en France et en Belgique. Il noue également de nombreuses relations avec des personnalités françaises.

## Parcours politique

### Luttes indépendantistes (1944-1956)
Il est l'un des principaux architectes et signataires du manifeste de l'indépendance, présenté  le 11 janvier 1944. Deux semaines plus tard, les autorités coloniales françaises procéderont à l'arrestation du secrétaire général du Parti de l'Istiqlal, Ahmed Balafrej, et de son adjoint, Mohamed Lyazidi, indépendantistes et compagnons de route de Bouabid. De grandes manifestations de protestation se déclenchent dans plusieurs grandes villes du Maroc dont la ville de Salé où Abderrahim Bouabid y conduit une manifestation populaire. La manifestation est réprimée dans le sang et il est arrêté et transféré à la prison de Laâlou à Rabat le 30 janvier 1944. Il est relâché un an plus tard. 
En 1946, Abderrahim Bouabid  et Mehdi Ben Barka, qui l'avait rejoint plutôt à Paris, préparent  conjointement un rapport sur la situation au Maroc pour le soumettre aux délégations devant participer aux travaux de l’Assemblée générale des Nations unies.
Abderrahim Bouabid rentre au Maroc en 1949 et s'inscrit au Barreau de Rabat. Il devient l'un des plus jeunes membres de la direction du parti de l'Istiqlal, et publie l'hebdomadaire  L'indépendance. Il continue sa lutte nationaliste, en parallèle de son travail, et réussit à obtenir des informations secrètes provenant de la Résidence générale, par le biais d’un cuisinier marocain qui lui fournissait des ébauches de documents qu’il récupérait des poubelles du bureau. Bouabid prend alors connaissance de la nouvelle politique que les autorités coloniales veulent instaurer au Maroc, et organise la riposte du mouvement national marocain à cette politique. 

#### Emprisonnement
Le 8 décembre 1952, à la suite de l’assassinat du leader syndicaliste tunisien Farhat Hached, il procède à l’organisation d’une grève générale en solidarité avec la classe ouvrière tunisienne. Les autorités coloniales répriment avec violence le mouvement, et procèdent à son arrestation et transfert devant le tribunal militaire. Il est libéré en octobre 1954, dans un contexte de changement de gouvernement en France avec l'arrivée de Pierre Mendès France en tant que président du conseil des ministres.
Départ d'Abderrahim Bouabid à Paris pour œuvrer à la solution de la question marocaine
Abderrahim Bouabid se réunit avec Edgar Faure qui aura remplacé Pierre Mendès-France à la tête du gouvernement français. Il assiste à Madrid, à la réunion élargie de la direction du Parti de l’Istiqlal qui prépare les négociations d’Aix-Les-Bains qui auront lieu en août. Abderrahim Bouabid fait partie de la délégation qui assiste aux dites négociations. Au Palais Henry IV à Saint-Germain-en-Laye, où réside Mohamed V depuis le 1er novembre, le Prince Héritier Moulay Hassan et Abderrahim Bouabid étudient, le 5 novembre, les propositions du Quai d’Orsay et élaborent un texte de contre-propositions qui est signé par Mohamed V et le ministre français des Affaires étrangères le lendemain (déclaration de La Celle-Saint-Cloud).

#### Poursuite de la lutte avec le retour du sultan Mohammed V au Maroc (1955-1956)
La lutte pour un Maroc indépendant se fait de plus en plus importante lors du retour, le 16 novembre 1955, du sultan de son exil. D'ailleurs deux mois avant le retour, Bouabid et  Omar Ben Abdeljalil, un autre membre de l'Istqlal, s'étaient rendu à Madagascar pour rencontrer le sultan. Dans ce contexte tendu,  Bouabid présente le 2 décembre le rapport politique du Congrès Extraordinaire du Parti de l’Istiqlal. Celui-ci contient les propositions du Parti sur les différentes questions nationales et notamment l’indépendance du pays, les rapports avec la France et la participation au gouvernement M’barek El Bekkay au sein duquel Abderrahim Bouabid obtiendra un poste.  Abderrahim Bouabid fait partie de la délégation qui négocie avec le gouvernement de Guy Mollet les accords qui seront signés le 2 mars 1956 et qui consacreront l’abrogation du Traité du protectorat.

### Ambassadeur du Maroc en France (1956-1957)
Il est nommé ambassadeur du Maroc à Paris pour continuer les négociations. Il négocie avec l'Espagne les accords du 7 avril qui vont abroger le protectorat espagnol sur le nord du Maroc. Habib Bourguiba demande des conseils à Abderrahim Bouabid pour négocier l'indépendance de la Tunisie avec la France. À la fin du mois mai, il échappe à une tentative d'assassinat à Salé.

### Ministre du Maroc post-indépendance (d’octobre 1956 à mai 1960)
Le 26 octobre 1956, alors ambassadeur du Maroc en France, il est nommé ministre de l'Économie nationale dans le gouvernement du premier ministre M'barek Lahbil, poste qu'il occupe pendant un an et demi. De mai à décembre 1958 , il est nommé à la fois vice-président du conseil, ministre de l'Économie nationale et ministre de l'Agriculture sous le gouvernement Ahmed Balafrej. À partir de décembre 1958, il est vice-président du conseil et ministre de l'Économie nationale et des Finances sous le gouvernement Abdellah Ibrahim, jusqu'en mai 1960, après que le gouvernement Abdellah Ibrahim eut été démis un mois plus tôt.

### Création et adhésion à l'UNFP (1959-1975)
Il approuve la création de l'UNFP en septembre 1959 (l'actuel USFP, qui tient son congrès constitutif le 6 septembre 1959 à Casablanca). Le conseil national de l’U.N.F.P. décide en 1960 de faire du 1er novembre une journée de solidarité avec la révolution algérienne. Abderrahim conduit, ce même jour, une manifestation pacifique qui est interdite et réprimée par les autorités. Abderrahim Bouabid, idéologiquement de gauche, déclare dans une interview : « Notre option socialiste (...) provient de notre analyse de la réalité et des expériences des pays sous-développés économiquement, culturellement et politiquement ». 
Un an après la mort du roi Mohammed V, Abderrahim Bouabid, alors membre du secrétariat général de l'UNFP, participe activement à la campagne pour le boycottage du référendum constitutionnel de 1962. Il préside de nombreux meetings populaires; il déclarera dans un meeting à Rabat : « Nous sommes devant un choix fondamental. Soit nous continuons en tant que peuple et qu'organisation enracinée au sein des masses à lutter pour libérer notre pays du colonialisme, du féodalisme et de la réaction, soit nous acceptons un texte constitutionnel falsifié et préparé par les commis du colonialisme ; s’il devait en être ainsi, nous aurions la responsabilité d’avoir commis un crime contre les générations futures ». Après l'approbation du secrétariat général de l'UNFP, dont il fait partie, de participer aux élections législatives, il est élu député à Kénitra en 1963. 
Abderrahim Bouabid se rend à Paris en 1964 pour rencontrer les leaders de l’UNFP en exil et notamment Mehdi Ben Barka. Il confie à EL-Youssoufi la responsabilité du Parti et de son groupe parlementaire qui devait présenter une notion de censure, la première dans l’histoire du Maroc. À la suite des événements de mars 1965, le Roi Hassan II reçoit Abderrahim Bouabid. Libération des militants de l’U.N.F.P. 
Dans un exposé sur la situation qui prévalait au Maroc à la fin de 1968, Abderrahim Bouabid, l'un des trois secrétaires généraux du bureau politique de l'UNFP, a déclaré : « le principal facteur de la détérioration de la situation au Maroc est l’absence de la démocratie et la rupture avec le peuple (...) Je souligne que la principale revendication qui a caractérisé la lutte politique au Maroc après l’indépendance est celle qui consiste à donner la parole au peuple ». 
L'UNFP et le parti de l’Istiqlal appellent à voter « non » au référendum constitutionnel et créent « La Koutla » en 1970.  Abderrahim Bouabid décline l’offre qui lui est faite pour occuper le poste de Wali de Banque du Maroc en 1971,il préfère concentrer ses efforts sur la réorganisation du Parti.   
Au sein de l’U.N.F.P , des décisions historiques sont prises le 30 juillet par le biais desquelles la commission administrative qui rompt avec la direction bureaucratique de l’Union Marocaine du Travail (U.M.T.), cette dernière voulait imposer l’inertie au parti. Lors de cette réunion, Abderrahim Bouabid déclare : « Il est devenu évident, à la fin, que notre conception du parti et de la lutte ne pouvait converger avec la leur. Ils refusent que de nouveaux militants de la base accèdent aux responsabilités du parti. Ils s’opposent à la critique. Les militants de notre parti […] veulent qu’il soit un parti qui continue la lutte pour la libération, la démocratie et le socialisme ». 

#### Lutte pour le retrait de l'Espagne du Sahara marocain (1973-1975)
Le comité central de l’U.N.F.P. se réunit le 8 octobre 1973  Casablanca et adopte, après le rapport présenté par Abderrahim Bouabid et les interventions des représentants régionaux du parti, une déclaration sur la situation du pays qui demande, notamment, la mise en vigueur d’un plan national pour la libération du Sahara marocain et de Sebta et Melilia. Abderrahim Bouabid répond, au nom de la Commission Administrative de l’U.N.F.P. à une lettre Royale datée du 23 septembre. Dans cette réponse, il formule la position de l’U.N.F.P. pour le dépassement de la situation politique du pays. Il y propose, notamment, l’élection au suffrage universel d’une Assemblée Nationale Constituante dotée, également, d’un pouvoir législatif. En 1974, Abderrahim Bouabid effectue une tournée à l’étranger dans le cadre d’une mission d’explication par rapport à la question de l’intégrité territoriale du Maroc.Le 5 juin 1975, Abderrahim Bouabid, conjointement avec M'Hamed Boucetta du parti de l'Istiqlal, déclarent : « le Sahara est marocain et le Maroc doit y entrer" ».

#### Arrestations et exils
Le 13 janvier 1973, le comité central de l’U.N.F.P. tient une session ordinaire à Fès, une semaine après l’envoi à Mohamed Elyazghi et à Omar Ben Jelloun de colis piégés. À l’issue de cette réunion, le Conseil Central publie une déclaration où il souligne que les vagues d’arrestations et d’enlèvements qui ont repris et se sont élargies pendant les dernières semaines et les derniers mois ne peuvent ébranler la volonté des masses et ne peuvent détourner les militants progressistes et nationaux de la continuation de la lutte. Dans le cadre de l’affaire dite d’atteinte à la sécurité de l’État, les militants de l’U.N.F.P. sont traduits devant le tribunal militaire de Kénitra. Pour empêcher Abderrahim Bouabid de défendre les accusés, il est cité comme témoin dans le procès. À l’issue du procès, les responsables du Parti innocentés sont enlevés et séquestrés dans un lieu qui demeure secret pendant toute une année.

### Scission et création de l'USFP (1975)
Le 15 septembre, le comité central tient une importante session à Rabat pour étudier la situation du parti. Il décide, pour mettre fin à tout amalgame, de changer le nom du parti en l’USFP (Union socialiste des forces populaires). Il institue, en outre, la règle du centralisme démocratique et délimite les responsabilités des instances du parti. Le comité central souligne, aussi, le fait que l’USFP agit dans le cadre de la légalité en vue de l’élargir et que c’est la politique de répression et d’étouffement des libertés qui constitue une violation de la légalité. Abderrahim Bouabid est élu à la responsabilité de premier secrétaire de l’USFP à l'issue du congrès extraordinaire.  Ce congrès définit, clairement, les options de l’USFP et fait la liaison entre les trois volets de sa lutte : la libération, la démocratie et le socialisme. Cette élection est renouvelée lors des trois autres congrès du parti des forces populaires.
- 1976 : lors de la session ordinaire du comité central, tenue à Béni Mellal, Abderrahim Bouabid déclare : « La démocratie à laquelle nous aspirons n’est pas la démocratie formelle. Elle est celle qui exige que les problèmes des masses soient posées et débattus au niveau national (...). La participation aux élections n’est pas mue par des considérations électoralistes pour avoir tel ou tel résultat et faire élire telle ou telle personne (...). Pour nous, ceci est secondaire. Le plus important lors des élections c’est que les cadres du parti ouvrent un large débat avec les masses sur toutes les questions nationales et locales. Il faut que nous expliquions le sens du socialisme et pourquoi le socialisme » :
  - 17 mai : Abderrahim Bouabid rentre au Maroc après une longue tournée d’explication — en Europe et en Asie — sur la question du Sahara et de l’intégrité territoriale du Maroc. Il fait également partie, dans ce même cadre, de la délégation marocaine au Sommet des non-alignés tenu à Colombo en août ;
  - en novembre, Abderrahim Bouabid déploie une grande activité lors de la campagne électorale pour les élections communales. Les pratiques frauduleuses de l’administration sont flagrantes.
- 1977 : comme il a l’habitude de le faire avec les différentes sections du parti, Abderrahim Bouabid assiste, le 23 février, à la rencontre nationale de la section féminine de l’U.S.F.P. et prononce une importante allocution :
  - les élections législatives ont lieu le 3 juin. Abderrahim Bouabid sillonne le pays. Les autorités, devant l’adhésion populaire massive à la campagne de l’U.S.F.P., multiplient les irrégularités et les fraudes. Ces pratiques atteignent leur paroxysme à Agadir où les autorités dénaturent le suffrage et ses résultats pour qu'Abderrahim Bouabid ne soit pas élu.
- 1978 : les 8, 9 et 10 décembre se tient, à Casablanca, le 3e congrès national de l’U.S.F.P. Celui-ci est, en fait, l’aboutissement d’un large débat démocratique au sein du Parti qui a consisté en l'organisation de congrès provinciaux et en de nombreuses rencontres et journées d’étude internes. Abderrahim Bouabid, présent au cœur des débats à de nombreuses occasions, présente le rapport politique au congrès qui l’a reconduit dans sa responsabilité de premier secrétaire de l’USFP. Quelques jours auparavant, Abderrahim Bouabid voyait aboutir son action déterminante pour la libération de la classe ouvrière du joug bureaucratique, par la création de la Confédération démocratique du Travail (C.D.T.).

#### Période trouble (1979-1981)
Une grande vague de répression et de licenciements s’abat sur les enseignants et le personnel de la Santé publique qui ont usé, en avril 1979, de leur droit de grève à l’appel des syndicats nationaux. La situation s’aggrave encore plus à la fin de l’année scolaire quand le gouvernement décide de mesures unilatérales à imposer à l’accès à l’enseignement supérieur. Abderrahim Bouabid s’oppose à ces mesures dans un exposé fait à Kénitra. Après cet exposé, se tient à Ifrane un colloque national sur l’enseignement auquel il participe . Après avoir relevé que le gouvernement n’assure pas l’exécution des décisions des commissions issues du Colloque, Abderrahim Bouabid déclare le retrait des représentants de l’U.S.F.P. de ces commissions. Le 20 juin 1981, à la suite des hausses vertigineuses des prix des denrées de première nécessité, la C.D.T. appelle à un mouvement de grève générale. À cause des provocations des forces de l’ordre, Casablanca est le théâtre d’événements sanglants. La répression s’abat sur l’U.S.F.P. et la C.D.T. : les responsables des deux organisations sont arrêtés et leurs locaux assiégés. Al Mouharir et Libération, organes de presse du Parti, sont interdits de publication. 

#### Arrestation et libération de Bouabid (1981)
Le 5 septembre, à Nairobi, au sommet de l’O.U.A., le Maroc accepte l’organisation d’un référendum d'autodétermination au Sahara. Le Bureau Politique de l’U.S.F.P. exprime ses réserves sur cette acceptation dans un communiqué daté du 5 septembre 1981. Abderrahim Bouabid et les membres du Bureau politique sont arrêtés et jugés. Lors du procès, Abderrahim Bouabid déclare : « Ce procès s’inscrira dans l’histoire. La prison m’est plus agréable que de me taire et de ne pas exprimer mon opinion sur une question nationale déterminante et sacro-sainte ». Abderrahim Bouabid, Mohamed Elyazghi et Mohamed Lahbabi sont condamnés à une année de prison ferme et transférés à Missour, après avoir été préalablement détenus pendant un mois à la prison Laâlou de Rabat. Une vaste campagne nationale et internationale pour la libération d'Abderrahim Bouabid et de ses camarades se met en place.
Abderrahim Bouabid recouvre sa liberté en février 1982. Quelques mois plus tard il accorde une interview à l’hebdomadaire marocain Al Balagh, la première depuis sa libération. Il y traite des différentes questions nationales et internationales et notamment le supposé accord maroco-américain de facilités militaires. À ce propos, il affirme que : « notre pays a besoin d’armes américaines (pour défendre ses frontières) mais pas des bases américaines ».

#### Reprise des activités politiques (1983-1991)
- Le 14 mai 1983, l’U.S.F.P. reprend son activité après la réunion de son Comité Central. Abderrahim Bouabid déclare que les mesures gouvernementales relatives aux élections doivent respecter les formes inhérentes à la démocratie authentique
- 1984-1988 :  tenue à Casablanca, en juillet 1984, du 4e Congrès National de l’U.S.F.P. Abderrahim Bouabid y soumet un rapport politique qui réitère les positions du Parti et fait le bilan de ses luttes.
  - Abderrahim Bouabid continue son action à la direction de l’U.S.F.P. pour la défense de l’intégrité territoriale et l’instauration d’un État de Droit où règnent la démocratie et les Droits de l’Homme.
  - Abderrahim Bouabid déploie une grande activité pour l’édification de l’unité maghrébine.
- Le 30 mars 1989, les assises du 5e Congrès National de l’U.S.F.P. s'ouvrent à Rabat. Abderrahmane Youssoufi préside les travaux du Congrès auquel Abderrahim Bouabid présente le rapport politique. Les congressistes reconduisent unanimement celui-ci à la tête du Parti. 
  - Durant cette année et celle de 1990, Abderrahim Bouabid suit l’évolution de la question nationale soumise aux bons offices du Secrétaire Général de l’O.N.U. Il émet régulièrement des observations quant aux propositions et aux rapports du Secrétaire Général quand il les juger contraires aux droits du Maroc. Il œuvre également pour l’approfondissement de l’action unitaire entre les partis d’opposition nationale et démocratique et la coordination entre les syndicats militants.
- 1990 : malgré son état de santé, Abderrahim Bouabid participe le 11 janvier au meeting unitaire du parti de l’Istiqlal et de l’U.S.F.P. relatif à la commémoration de la présentation du Manifeste de l’Indépendance. Lors de ce meeting, il prend la parole avec deux autres signataires du Manifeste : Abou Bakr Kadiri et Abdellah Ibrahim.
  - Après le déclenchement de l’agression contre l’Irak le 15 janvier 1991, Abderrahim Bouabid lance un appel aux Marocains pour qu’ils expriment leur solidarité et leur soutien au peuple irakien. Le 3 février suivant il participe, à Rabat, à la grande marche populaire de solidarité avec le peuple irakien.
- Le 1er mai 1991 : dernière apparition publique d'Abderrahim Bouabid, à l’occasion du meeting unitaire de la C.D.T. et de l’U.G.T.M. durant lequel il prendra la parole :
  - pendant l’été, l’état de santé d'Abderrahim Bouabid se détériore. Il préside une réunion du Bureau Politique de l’U.S.F.P. au début du mois de septembre et propose qu'Abderrahmane Youssoufi et Mohamed Elyazghi assument les responsabilités de Premiers Secrétaires adjoints du Parti ;
  - début octobre, après son retour de Paris où il avait suivi un traitement médical, Abderrahim Bouabid assiste pour la dernière fois à une réunion du Comité Central du Parti. Il y prononce  une allocution considérée comme son testament.

## Décès
Le 8 janvier 1992, Abderrahim Bouabid s'éteint à Rabat à l'âge de 69 ans. Le lendemain, une foule immense assiste à ses obsèques.